# Rurki Kasba
Rurki Kasba là một thị trấn thống kê (census town) của quận Patiala thuộc bang Punjab, Ấn Độ.

## Nhân khẩu
Theo điều tra dân số năm 2001 của Ấn Độ, Rurki Kasba có dân số 8186 người. Phái nam chiếm 55% tổng số dân và phái nữ chiếm 45%. Rurki Kasba có tỷ lệ 69% biết đọc biết viết, cao hơn tỷ lệ trung bình toàn quốc là 59,5%: tỷ lệ cho phái nam là 74%, và tỷ lệ cho phái nữ là 63%. Tại Rurki Kasba, 14% dân số nhỏ hơn 6 tuổi.